# Bad (U2-Lied)
Bad ist ein Lied der irischen Rockband U2 und das siebte Stück des Albums The Unforgettable Fire aus dem Jahre 1984. Der Song behandelt das Thema der Heroin-Abhängigkeit und ist eines der am meisten gespielten Live-Stücke der Band.
Bono schrieb über das Lied: „Mit Bad wollten wir uns der seelenvollen Intensität von Van Morrison und der Straßenpoesie von Lou Reed annähern. Leider bekamen wir das mit der Poesie nicht so richtig hin. Leider wurde der Song nie fertig. Zum Leidwesen des Poeten stand Brian Eno auf unvollendete Songs.“
Die Liveaufführung des Stücks auf dem Live-Aid-Konzert im Jahre 1985 wird als internationaler Durchbruch der Band beschrieben.
Eine Liveversion des Stückes wurde von U2 auf der EP Wide Awake in America veröffentlicht.